# بنجامين هاريس
بنجامين هاريس (بالإنجليزية: Benjamin Harris)‏ هو سياسي نيوزلندي، ولد في 1836، وتوفي في 12 فبراير 1928. انتخب عضو مجلس النواب النيوزيلندي.